# قائمة أنواع الدردار
يوجد عدة أنواع من جنس الدردار:

## أنواع مؤكدة
- دردار أبيض رمادي
- دردار أجرد
- دردار أحمر
- دردار أخضر شاحب
- دردار إسماعيلي
- دردار أصغر
- دردار أميركي
- دردار اهليلجي
- دردار أياماتسوي
- دردار بيرغماني
- دردار توماسي
- دردار خفيف
- دردار خوخي الأوراق
- دردار دوادياني
- دردار رمحي الأوراق
- دردار زغابي
- دردار سميك الأوراق
- دردار سيشواني
- دردار شانغي
- دردار شريطي
- دردار شنموي
- دردار صغير الأوراق
- دردار صغير الثمار
- دردار صفاحي
- دردار عالي
- دردار غاوسني
- دردار قزم
- دردار كبير الثمار
- دردار كثيف
- دردار كستنائي الأوراق
- دردار متأخر
- دردار متطاول
- دردار متعدد العروق
- دردار متفرع
- دردار متقارب زائف
- دردار مكسيكي
- دردار ميانجوي
- دردار هاربني
- دردار واليشياني

## أنواع غير مؤكدة
- دردار أبيض
- دردار أبيض البذور
- دردار أبيض الثمار
- دردار أتينا
- دردار أخشن
- دردار أخضر
- دردار أسود
- دردار إكسيتري
- دردار إنجليزي
- دردار أندروسوفي
- دردار أونتاريو
- دردار باتافي
- دردار بتولياني
- دردار برانديسياني
- دردار برشاوشاني الأوراق
- دردار برعمي
- دردار بنفسجي
- دردار بواسياري
- دردار بيتورسي
- دردار بيرندي
- دردار بيضاوي
- دردار ثلاثي الأسنان
- دردار ثلاثي الشقوق
- دردار ثماني الأسدية
- دردار جلوزي
- دردار جلوزي الأوراق
- دردار حاد
- دردار حرجي
- دردار دامبياري
- دردار دبق
- دردار دوفسي
- دردار ذهبي
- دردار رائع
- دردار رباعي الأسدية
- دردار رمادي
- دردار روسيلسي
- دردار زيزفوني الأوراق
- دردار سكماستوني
- دردار سمين
- دردار شائع
- دردار صغروي الأوراق
- دردار صغير
- دردار طويل الورق
- دردار عاري
- دردار عامودي
- دردار عصبي
- دردار عملاق
- دردار غابي
- دردار غدي
- دردار غروي
- دردار فرنسي
- دردار فليني زائف
- دردار فوردي
- دردار قاتم
- دردار قراصي الأوراق
- دردار قصير
- دردار قطبي جنوبي
- دردار قلبي الأوراق
- دردار قلنسوي
- دردار كرنوبي
- دردار كوريتاني
- دردار كياكي
- دردار كيجيمانا
- دردار لامع
- دردار لبدي
- دردار ليسوري
- دردار لين الأوراق
- دردار مابعد البيكال
- دردار متعالي
- دردار متعدد التوالد
- دردار متفرق
- دردار متكامل الأوراق
- دردار متوسط
- دردار متوسع
- دردار مزدوج الفلقة
- دردار مستدير
- دردار مستطيل
- دردار مسنن
- دردار مسنن الحوافي
- دردار مصقول
- دردار مقصي
- دردار ملتوي
- دردار منثني
- دردار مهدب
- دردار موديوليني
- دردار نيري الأوراق
- دردار هائل
- دردار هرمي
- دردار هوكرياني
- دردار هولندي
- دردار واليشي

## أنواع هجينة (غير مؤكدة)
- دردار أرشق
- دردار بلانرياني
- دردار ديبلياني
- دردار غيرنزي
- دردار قوي
- دردار متوسط الثمار
- دردار ملتبس
- دردار موسي
- دردار ويبياني